# Green Green Greens
《Green Green Greens 登上果嶺》（日語：グリーングリーングリーンズ）是寺坂研人創作的高爾夫球漫畫。自《週刊少年Jump》2023年52號起開始連載，至2024年28號連載結束。單行本全3卷。
本作是《週刊少年Jump》既《ROBOT×LASERBEAM》以來睽違5年的高爾夫球漫畫，前身為寺坂研人刊登於《週刊少年Jump》2022年7號的短篇《GAIN》。

## 故事大綱
「反正，就算努力了也沒有用......」高中生八枝崎珀過著沒有夢想的庸碌生活，只是空虛地度過每一天的他，某一日在因緣際會下和高爾夫球相遇了。同班同學王賀撫子夢想成為職業高爾夫球手，被珀輕浮的人生態度惹怒的她，要求珀試著揮桿擊中一次高爾夫球。一共揮桿七次才終於打中球的珀，在當天深夜又自主回到高爾夫練習場。反正就算努力了也人上有人，為什麼還要努力追尋夢想呢？在一次又一次的揮桿落空中，珀的想法逐漸改變。因為，高爾夫球是不會背叛努力的運動。

## 登場人物
以下為有聲漫畫版的聲優。
八枝崎珀（聲：阿部敦）
平凡而沒有夢想的男高中生，綠髮綠眼，有著凡事馬馬虎虎就好的座右銘，態度輕浮、笑口常開且人緣很好。
由於撫子的關係首次接觸到高爾夫球，在練習中第一次體會到努力的樂趣，並萌生想打高爾夫球的念頭。之後開始在高爾夫俱樂部內打工，變得一心只想將高爾夫球打得越來越好。
王賀撫子（聲：瀨戶麻沙美）
以職業高爾夫球手為目標的女高中生，珀的同班同學。性格外冷內熱，說話毒舌辛辣，好勝心強。母親也是職業高爾夫球手，為了追上前往美國發展的母親而立志成為職業選手。
故事開始時因為看不順眼珀的輕浮態度而將他痛罵了一頓，之後因珀展現出對高爾夫球的熱忱，對他的觀感有所改善。曾多次指導珀揮桿方式，但會因珀與自己之間的實力差距拉近而感到焦躁。與珀保持著亦師亦敵亦友的關係。
白峰奧利佛
金髮長睫毛的混血男高中生，邀請撫子去美國發展高爾夫球手生涯。母親曾是撫子媽媽的球僮，因此從就小認識撫子，兩人的關係如同兄妹。
由於長年旅居國外且專注高爾夫的關係，不知道如何與就讀小學的弟弟相處。初次見面時對珀的態度很不客氣，但自從珀協助他改善與弟弟之間的關係後，對待珀的態度就變得像好友一樣親密。

## 創作背景
《Green Green Greens》是寺坂研人既《Beast Children》以來的第二部連載，同時也是《週刊少年Jump》既《ROBOT×LASERBEAM》以來睽違5年的高爾夫球漫畫。當初藤卷忠俊在連載《ROBOT×LASERBEAM》的時候，寺坂曾作為助手的一員協助作畫，在那時首次接觸到了高爾夫球這項運動。當時約25歲的寺坂得到了幾根二手高爾夫球桿，經過六年的時間逐漸進步，成長到了能夠將「何謂高爾夫球的樂趣」體會並傳達給他人的程度，最終在2023年開始連載本作。
在《Green Green Greens》得以連載化之前，寺坂也曾於2022年發表同為高爾夫球題材的短篇《GAIN》。寺坂認為，《Green Green Greens》除了描繪高爾夫球的魅力以外，更是以主角八枝崎珀為中心的人生成長故事。希望讀者們能夠跟著珀體驗高爾夫，並藉此對高爾夫產生興趣。

## 出版書籍
| 卷數 | 集英社 | 集英社       | 集英社                 |
| 卷數 | 副標題 | 發售日期     | ISBN                   |
| ---- | ------ | ------------ | ---------------------- |
| 1    |        | 2024年5月2日 | ISBN 978-4-08-884104-5 |
| 2    |        | 2024年7月4日 | ISBN 978-4-08-884125-0 |
| 3    |        | 2024年9月4日 | ISBN 978-4-08-884167-0 |

## 外部連結
- 集英社《週刊少年Jump》官方網站（日語）